# Campeonato Sudamericano Femenino de Clubes de Básquetbol de 2009
El Campeonato Sudamericano Femenino de Clubes del 2009 fue la decimoquinta edición de esta competencia, decimosexta de una competencia internacional entre clubes de baloncesto en Sudamérica y primera tras la reanudación, además de primera gestionada por FIBA Américas.
En esta edición, el equipo brasilero Ourinhos logró su primer título en la competencia, al vencer al elenco ecuatoriano de la Universidad Tecnológica Equinoccial en la final 102 a 77.

## Equipos participantes
| País             | Equipo                  | Vía de clasificación                                        |
| ---------------- | ----------------------- | ----------------------------------------------------------- |
| Argentina 1 cupo | Central Entrerriano     | Campeón de la Liga Nacional de Básquet Femenino 2008        |
| Bolivia 1 cupo   | Univalle                |                                                             |
| Brasil 1 cupo    | Ourinhos                | Campeón del Campeonato Brasileiro de Basquete Feminino 2008 |
| Chile 1 cupo     | Santiago                |                                                             |
| Colombia 1 cupo  | Universidad de Medellín |                                                             |
| Ecuador 1 cupo   | U.T.E.                  |                                                             |
| Perú 1 cupo      | Regatas Lima            | Campeón Liga Metropolitana                                  |
| Uruguay 1 cupo   | Malvín                  |                                                             |

## Modo de disputa
El torneo estuvo dividido en dos etapas, la fase de grupos y los play-offs.
Fase de grupos
Los ocho participantes se dividieron en dos grupos de seis equipos cada uno, donde disputaron partidos todos contra todos dentro de su grupo. Los dos mejores de grupo avanzaron a las semifinales mientras que los peores jugaron unas semifinales por el quinto puesto.
Play offs
Los encuentros fueron a partido único, donde el ganador obtenía el mérito en disputa. En semifinales, los ganadores accedieron a la final, mientras que los perdedores jugaron por el tercer puesto. De igual manera en la reclasificación, donde los ganadores accedieron a la disputa del quinto puesto, mientras que los perdedores a la disputa del séptimo lugar.

## Fase de grupos

### Grupo A
| Pos. | Equipo                  | Pts | PJ | PG | PP | PF  | PC  | Dif |
| ---- | ----------------------- | --- | -- | -- | -- | --- | --- | --- |
| 1.   | Ourinhos                | 6   | 3  | 3  | 0  | 264 | 160 | 104 |
| 2.   | Universidad de Medellín | 5   | 3  | 2  | 1  | 250 | 193 | 57  |
| 3.   | Santiago                | 4   | 3  | 1  | 2  | 163 | 233 | -70 |
| 4.   | Univalle                | 3   | 3  | 0  | 3  | 169 | 260 | -91 |

|  | Clasificado a las semifinales de campeonato.        |
|  | Clasificado a las semifinales por el quinto puesto. |

Los horarios corresponden al huso horario de Quito, UTC -5:00.
| 13 de julio, 14:00 | U. de Medellín                                              | 87–49                | Santiago                                                                      | Quito                               |  |
|                    | Parciales: 26 - 12, 15 - 11, 25 - 15, 21 - 11               |                      |                                                                               |                                     |  |
|                    | Estadísticas Yaneth Arias 19 Heissy Robledo 9 Erika Valek 5 | Reporte Pts Reb Asts | Estadísticas 12 Romina Valenzuela 7 Javiera Morales 3 Catalina De La Quintana | Pabellón: Coliseo General Rumiñahui |  |

| 13 de julio, 18:00 | Ourinhos                                                                                      | 98–45                | Univalle                                                        | Quito                               |  |
|                    | Parciales: 24 - 8, 27 - 11, 17 - 15, 30 - 11                                                  |                      |                                                                 |                                     |  |
|                    | Estadísticas Jucimara Evangelista Dantas 22 Jucimara Evangelista Dantas 11 Camila Goncalves 4 | Reporte Pts Reb Asts | Estadísticas 13 Laura Florida 4 Zulema Céspedes 1 Laura Florida | Pabellón: Coliseo General Rumiñahui |  |

| 14 de julio, 14:00 | Univalle                                                              | 66–77                | Santiago                                                              | Quito                               |  |
|                    | Parciales: 23 - 12, 18 - 24, 10 - 14, 15 - 27                         |                      |                                                                       |                                     |  |
|                    | Estadísticas Jannete Via Siles 20 Mirian Justiniano 7 Laura Florida 1 | Reporte Pts Reb Asts | Estadísticas 21 Romina Valenzuela 8 Javiera Morales 2 Massiel Mondaca | Pabellón: Coliseo General Rumiñahui |  |

| 14 de julio, 18:00 | U. de Medellín                                            | 78–86                | Ourinhos                                                                    | Quito                               |  |
|                    | Parciales: 19 - 26, 16 - 17, 23 - 25, 20 - 18             |                      |                                                                             |                                     |  |
|                    | Estadísticas Erika Valek 25 Yaneth Arias 14 Erika Valek 4 | Reporte Pts Reb Asts | Estadísticas 20 Karen Gustavo Rocha 8 Karina Da Silva 3 Patricia De Olivera | Pabellón: Coliseo General Rumiñahui |  |

| 15 de julio, 14:00 | Univalle                                                               | 58–85                | U. de Medellín                                              | Quito                               |  |
|                    | Parciales: 12 - 27, 17 - 13, 15 - 30, 14 - 15                          |                      |                                                             |                                     |  |
|                    | Estadísticas Zulema Céspedes 16 Romina Rodríguez 6 Mirian Justiniano 2 | Reporte Pts Reb Asts | Estadísticas 20 Yaneth Arias 8 Heissy Robledo 3 Erika Valek | Pabellón: Coliseo General Rumiñahui |  |

| 15 de julio, 18:00 | Santiago                                                                  | 37–80                | Ourinhos                                                                 | Quito                               |  |
|                    | Parciales: 8 - 24, 14 - 16, 11 - 23, 4 - 17                               |                      |                                                                          |                                     |  |
|                    | Estadísticas Catalina De La Quintana 8 Claudia Leiva 6 Fernanda Serrano 2 | Reporte Pts Reb Asts | Estadísticas 12 Tayara De Jesus 14 Karina Da Silva 3 Karen Gustavo Rocha | Pabellón: Coliseo General Rumiñahui |  |

### Grupo B
| Pos. | Equipo              | Pts | PJ | PG | PP | PF  | PC  | Dif |
| ---- | ------------------- | --- | -- | -- | -- | --- | --- | --- |
| 1.   | U.T.E.              | 6   | 3  | 3  | 0  | 341 | 205 | 136 |
| 2.   | Central Entrerriano | 5   | 3  | 2  | 1  | 259 | 276 | -17 |
| 3.   | Regatas Lima        | 4   | 3  | 1  | 2  | 222 | 254 | -32 |
| 4.   | Malvín              | 3   | 3  | 0  | 3  | 219 | 306 | -87 |

|  | Clasificado a las semifinales de campeonato.        |
|  | Clasificado a las semifinales por el quinto puesto. |

Los horarios corresponden al huso horario de Quito, UTC -5:00.
| 13 de julio, 16:00 | Central Entrerriano                                      | 94–73                | Malvín                                      | Quito                               |  |
|                    | Parciales: 17 - 25, 19 - 12, 26 - 9, 32 - 27             |                      |                                             |                                     |  |
|                    | Estadísticas Tamburlini 23 Gale 9 Tamburlini 4 Sánchez 4 | Reporte Pts Reb Asts | Estadísticas 17 Aguiar 9 Somma 2 Tovagliari | Pabellón: Coliseo General Rumiñahui |  |

| 13 de julio, 20:00 | U.T.E.                                           | 95–53                | Regatas Lima                                                                     | Quito                               |  |
|                    | Parciales: 21 - 11, 24 - 13, 25 - 14, 25 - 15    |                      |                                                                                  |                                     |  |
|                    | Estadísticas Espinoza 20 Vega 11 Silvia Santos 4 | Reporte Pts Reb Asts | Estadísticas 18 Ferrari Calabró 6 Scamarone 2 Ferrari Calabró 2 Scamarone 2 Pino | Pabellón: Coliseo General Rumiñahui |  |

| 14 de julio, 16:00 | Regatas Lima                                                          | 85–89                | Central Entrerriano                       | Quito                               |  |
|                    | Parciales: 21 - 21, 20 - 26, 16 - 18, 28 - 24                         |                      |                                           |                                     |  |
|                    | Estadísticas Ferrari Calabró 42 Ferrari Calabró 14 Ferrari Calabró 10 | Reporte Pts Reb Asts | Estadísticas 24 Mendoza 11 Gale 4 Sánchez | Pabellón: Coliseo General Rumiñahui |  |

| 14 de julio, 20:00 | Malvín                                                                 | 76–128               | U.T.E.                                           | Quito                               |  |
|                    | Parciales: 20 - 35, 16 - 23, 23 - 40, 17 - 30                          |                      |                                                  |                                     |  |
|                    | Estadísticas Guadalupe Aguiar 16 Guadalupe Aguiar 4 Guadalupe Aguiar 1 | Reporte Pts Reb Asts | Estadísticas 26 Espinoza 14 Vega 6 Silvia Santos | Pabellón: Coliseo General Rumiñahui |  |

| 15 de julio, 16:00 | Malvín                                                                  | 70–84                | Regatas Lima                                                              | Quito                               |  |
|                    | Parciales: 14 - 19, 11 - 25, 17 - 15, 28 - 25                           |                      |                                                                           |                                     |  |
|                    | Estadísticas Guadalupe Aguiar 14 Pereyra 9 Guadalupe Aguiar 2 Pereyra 2 | Reporte Pts Reb Asts | Estadísticas 27 Ferrari Calabró 11 F. Calabró y Whitley 7 Ferrari Calabró | Pabellón: Coliseo General Rumiñahui |  |

| 15 de julio, 20:00 | U.T.E.                                                    | 118–76               | Central Entrerriano                            | Quito                               |  |
|                    | Parciales: 31 - 17, 24 - 16, 31 - 21, 32 - 22             |                      |                                                |                                     |  |
|                    | Estadísticas Silvia Santos 24 Espinoza 14 Silvia Santos 6 | Reporte Pts Reb Asts | Estadísticas 20 Tamburlini 9 Gale 4 Tamburlini | Pabellón: Coliseo General Rumiñahui |  |

## Segunda fase, reclasificación
|  | Semifinales        | Semifinales        |    |                    | Final              | Final       |  |
|  | 17 de julio        | 17 de julio        |    |                    | 18 de julio        | 18 de julio |  |
|  |                    |                    |    |                    |                    |             |  |
|  | 17 de julio, 14:00 |                    |    |                    |                    |             |  |
|  | Santiago           | 65                 |    |                    |                    |             |  |
|  | Malvín             | 62                 |    |                    |                    |             |  |
|  |                    |                    |    |                    |                    |             |  |
|  |                    |                    |    |                    | 18 de julio, 13:00 |             |  |
|  |                    |                    |    |                    | Santiago           | 80          |  |
|  |                    | Regatas Lima       | 92 |                    |                    |             |  |
|  |                    |                    |    |                    |                    |             |  |
|  |                    |                    |    |                    |                    |             |  |
|  |                    |                    |    |                    | Tercer lugar       |             |  |
|  | 17 de julio, 16:00 | 17 de julio, 16:00 |    | 18 de julio, 11:00 | 18 de julio, 11:00 |             |  |
|  | Regatas Lima       | 100                |    | Malvín             | 70                 |             |  |
|  | Univalle           | 77                 |    |                    | Univalle           | 85          |  |

### Semifinales
| 17 de julio, 14:00 (UTC -5) | Santiago                                                                     | 65–62                | Malvín                                                            | Quito                               |  |
|                             | Parciales: 15 - 14, 18 - 17, 21 - 9, 11 - 22                                 |                      |                                                                   |                                     |  |
|                             | Estadísticas Javiera Morales Leyton 12 Massiel Mondaca 5 Romina Valenzuela 3 | Reporte Pts Reb Asts | Estadísticas 22 María Guadalupe 8 Florencia Somma 4 María Pereyra | Pabellón: Coliseo General Rumiñahui |  |

| 17 de julio, 16:00 (UTC -5) | Regatas Lima                                                 | 100–77               | Univalle                                                              | Quito                               |  |
|                             | Parciales: 25 - 19, 17 - 27, 28 - 11, 30 - 20                |                      |                                                                       |                                     |  |
|                             | Estadísticas Paola Ferrari 37 Elvira Pino 8 María Bellatín 2 | Reporte Pts Reb Asts | Estadísticas 18 Zulema Céspedes 9 Zulema Céspedes 3 Janette Via Siles | Pabellón: Coliseo General Rumiñahui |  |

### Séptimo puesto
| 18 de julio, 11:00 (UTC -5) | Malvín                                                            | 70–85                | Univalle                                                              | Quito                               |  |
|                             | Parciales: 11 - 21, 23 - 28, 15 - 20, 21 - 16                     |                      |                                                                       |                                     |  |
|                             | Estadísticas María Guadalupe 19 María Guadalupe 8 María Pereyra 2 | Reporte Pts Reb Asts | Estadísticas 19 Janette Via Siles 11 Esther Pacheco 3 Zulema Céspedes | Pabellón: Coliseo General Rumiñahui |  |

### Quinto puesto
| 18 de julio, 13:00 (UTC -5) | Santiago                                                                | 80–92                | Regatas Lima                                                    | Quito                               |  |
|                             | Parciales: 18 - 24, 30 - 15, 12 - 27, 20 - 26                           |                      |                                                                 |                                     |  |
|                             | Estadísticas Catalina De La Quintana 27 Javiera Morales 10 Paula Moya 2 | Reporte Pts Reb Asts | Estadísticas 29 Paola Ferrari 22 Wynter Whitley 5 Paola Ferrari | Pabellón: Coliseo General Rumiñahui |  |

## Segunda fase, campeonato
|  | Semifinales         | Semifinales        |     |                     | Final              | Final       |  |
|  | 17 de julio         | 17 de julio        |     |                     | 18 de julio        | 18 de julio |  |
|  |                     |                    |     |                     |                    |             |  |
|  | 17 de julio, 20:00  |                    |     |                     |                    |             |  |
|  | U.T.E.              | 89                 |     |                     |                    |             |  |
|  | U. de Medellín      | 66                 |     |                     |                    |             |  |
|  |                     |                    |     |                     |                    |             |  |
|  |                     |                    |     |                     | 18 de julio, 17:00 |             |  |
|  |                     |                    |     |                     | U.T.E.             | 77          |  |
|  |                     | Ourinhos           | 102 |                     |                    |             |  |
|  |                     |                    |     |                     |                    |             |  |
|  |                     |                    |     |                     |                    |             |  |
|  |                     |                    |     |                     | Tercer lugar       |             |  |
|  | 17 de julio, 18:00  | 17 de julio, 18:00 |     | 18 de julio, 15:00  | 18 de julio, 15:00 |             |  |
|  | Ourinhos            | 97                 |     | Central Entrerriano | 63                 |             |  |
|  | Central Entrerriano | 65                 |     |                     | U. de Medellín     | 76          |  |

### Semifinales
| 17 de julio, 18:00 (UTC -5) | Ourinhos                                                              | 97–65                | Central Entrerriano                                                       | Quito                               |  |
|                             | Parciales: 23 - 14, 23 - 13, 32 - 16, 19 - 22                         |                      |                                                                           |                                     |  |
|                             | Estadísticas Patricia De Olivera 16 Karina Da Silva 8 Bethania Lara 5 | Reporte Pts Reb Asts | Estadísticas 18 Andrea Gale 11 Andrea Gale 2 Maria Oldani 2 Érica Sánchez | Pabellón: Coliseo General Rumiñahui |  |

| 17 de julio, 20:00 (UTC -5) | U.T.E.                                                         | 89–66                | U. de Medellín                                                 | Quito                               |  |
|                             | Parciales: 22 - 16, 19 - 23, 26 - 13, 22 - 14                  |                      |                                                                |                                     |  |
|                             | Estadísticas Gisela Vega 36 Gisela Vega 16 Silvia Santos Luz 6 | Reporte Pts Reb Asts | Estadísticas 23 Erika Valek 13 Tathiana Mosquera 4 Erika Valek | Pabellón: Coliseo General Rumiñahui |  |

### Tercer puesto
| 18 de julio, 15:00 (UTC -5) | Central Entrerriano                                                    | 64–76                | U. de Medellín                                              | Quito                               |  |
|                             | Parciales: 12 - 22, 17 - 19, 16 - 14, 18 - 21                          |                      |                                                             |                                     |  |
|                             | Estadísticas Liliana Tamburlini 22 Andrea Gale 10 Liliana Tamburlini 3 | Reporte Pts Reb Asts | Estadísticas 26 Yaneth Arias 13 Yaneth Arias 5 Yaneth Arias | Pabellón: Coliseo General Rumiñahui |  |

### Final
| 18 de julio, 17:00 (UTC -5) | U.T.E.                                                                    | 77–102               | Ourinhos                                                                    | Quito                               |  |
|                             | Parciales: 18 - 30, 11 - 27, 15 - 22, 33 - 23                             |                      |                                                                             |                                     |  |
|                             | Estadísticas Silvia Santos 22 Gisela Vega 9 Silvia Santos 3 Gisela Vega 3 | Reporte Pts Reb Asts | Estadísticas 25 Karen Gustavo Rocha 7 Karina Da Silva 4 Patricia De Olivera | Pabellón: Coliseo General Rumiñahui |  |

Ourinhos

Campeón

Primer título

## Plantel campeón
Fuente: Web oficial Archivado el 24 de octubre de 2014 en Wayback Machine.
| No. | Jugador                        |
| --- | ------------------------------ |
| 5   | BethaniaLara Vasconcelos       |
| 6   | Fabiana Caroline De Lara Rado  |
| 9   | Camila Goncalves Lacerda       |
| 10  | Jucimara Evangelista Dantas    |
| 13  | Karina Da Silva Jabob          |
| 15  | Tatiana Castro Conciencao      |
| 17  | Tayara María De Jesús Presenti |
| 18  | Jennifer Christina De Souza    |
| 19  | Patricia De Oliveira Ferrari   |
| 20  | Karen Gustavo Rocha            |

## Posiciones finales
| Pos.              | Equipo                  | Pts | PJ | PG | PP | PF  | PC  | Dif  | Ef  |
| ----------------- | ----------------------- | --- | -- | -- | -- | --- | --- | ---- | --- |
| Medalla de oro    | Ourinhos                | 10  | 5  | 5  | 0  | 463 | 302 | 161  | 100 |
| Medalla de plata  | U.T.E.                  | 9   | 5  | 4  | 1  | 507 | 373 | 134  | 80  |
| Medalla de bronce | Universidad de Medellín | 8   | 5  | 3  | 2  | 392 | 345 | -47  | 60  |
| 4.                | Central Entrerriano     | 7   | 5  | 2  | 3  | 387 | 449 | -62  | 40  |
| 5.                | Regatas Lima            | 8   | 5  | 3  | 2  | 414 | 411 | 3    | 60  |
| 6.                | Santiago                | 7   | 5  | 2  | 3  | 308 | 387 | -79  | 40  |
| 7.                | Univalle                | 6   | 5  | 1  | 4  | 331 | 430 | -99  | 20  |
| 8.                | Malvín                  | 5   | 5  | 0  | 5  | 351 | 456 | -105 | 0   |

## Estadísticas individuales
| Máximas anotadoras | Máximas anotadoras | Máximas anotadoras | Máximas anotadoras |
| Jugador            | Equipo             | Anotaciones        | prom               |
| ------------------ | ------------------ | ------------------ | ------------------ |
| Paola Ferrari      | Regatas Lima       | 153                | 30,6               |
| Silvia Santos Luz  | U.T.E.             | 105                | 21,0               |
| Gisela Vega        | U.T.E.             | 96                 | 19,2               |
| Wynter Withley     | Regatas Lima       | 94                 | 18,8               |
| Yaneth Arias       | U. de Medellín     | 93                 | 18,8               |

| Más rebotes       | Más rebotes    | Más rebotes | Más rebotes |
| Jugador           | Equipo         | Reb         | prom        |
| ----------------- | -------------- | ----------- | ----------- |
| Gisela Vega       | U.T.E.         | 57          | 11,5        |
| Wynter Whitley    | Regatas Lima   | 53          | 10,6        |
| Andrea Gale       | C. Entrerriano | 50          | 10,0        |
| Tathiana Mosquera | U. de Medellín | 46          | 9,2         |
| Yaneth Arias      | U. de Medellín | 45          | 9,0         |

| Más asistencias   | Más asistencias | Más asistencias | Más asistencias |
| Jugador           | Equipo          | as              | prom            |
| ----------------- | --------------- | --------------- | --------------- |
| Silvia Santos Luz | U.T.E.          | 25              | 5,0             |
| Paola Ferrari     | Regatas Lima    | 25              | 5,0             |
| Erika Valek       | U. de Medellín  | 16              | 4,0             |
| Gisela Vega       | U.T.E.          | 14              | 2,8             |
| Yaneth Arias      | U. de Medellín  | 14              | 2,8             |